# 텐텐 (나루토)

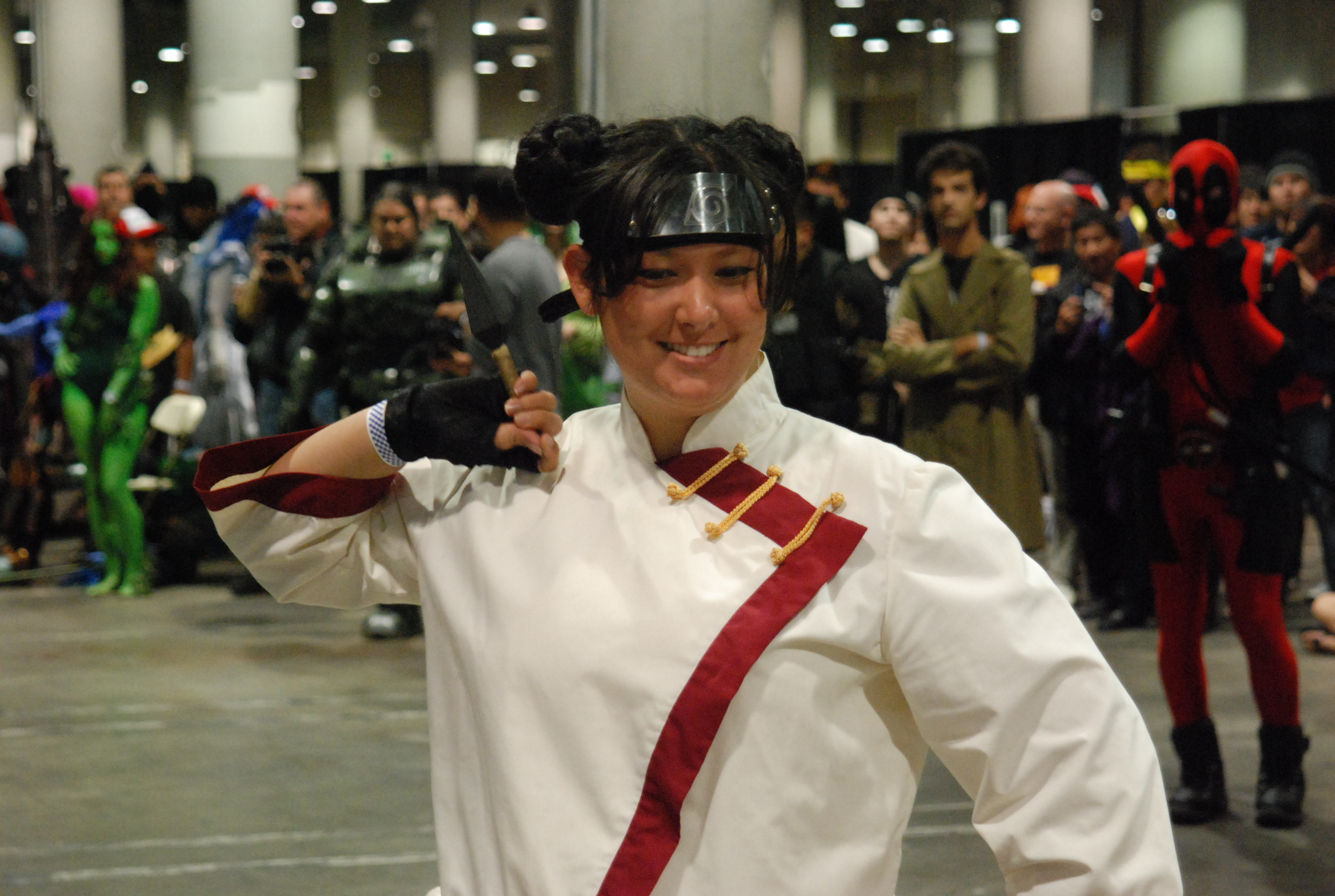
코스프레 모습

텐텐(テンテン)은 만화 《나루토》의 등장인물이다.
성우: 타무라 유카리 / 한신정
상급닌자 마이트 가이가 담당하고 있는 제3반의 닌자이다. 각종 무기를 봉인한 두루마리에서 무기들을 소환하여 공격하는 것이 특기이다. 인계대전이 끝난 후엔 무기상을 차린다.